# Katastralgemeinde Johannserberg
Die Katastralgemeinde Johannserberg ist eine von fünf Katastralgemeinden der Gemeinde Brückl im Bezirk Sankt Veit an der Glan in Kärnten. Sie hat eine Fläche von 971,90 ha.
Die Katastralgemeinde gehört zum Sprengel des Vermessungsamtes Klagenfurt.

## Lage
Die Katastralgemeinde liegt im Nordosten der Gemeinde Brückl, im äußersten Südosten des Bezirks Sankt Veit an der Glan. Landschaftlich umfasst sie die südwestlichen Ausläufer der Saualpe. Die Katastralgemeinde erstreckt sich über eine Höhenlage von 639 m ü. A. im Michaelergraben am Südrand der Katastralgemeinde bis zu 1245 m ü. A. am Plötschgekogel im Norden.

## Ortschaften
Auf dem Gebiet der Katastralgemeinde Johannserberg liegen die Ortschaften St. Ulrich am Johannserberg und Michaelerberg. Hingegen liegt die Ortschaft Johannserberg nicht auf dem Gebiet der gleichnamigen Katastralgemeinde, sondern in der Katastralgemeinde Brückl.

## Vermessungsamt-Sprengel
Die Katastralgemeinde gehört seit 1. Jänner 1998 zum Sprengel des Vermessungsamtes Klagenfurt. Davor war sie Teil des Sprengels des Vermessungsamtes St. Veit an der Glan.

## Geschichte
Ende des 18. Jahrhunderts wurden die Kärntner Steuergemeinden (später: Katastralgemeinden) gebildet und Steuerbezirken zugeordnet. Die Steuergemeinde Johannserberg wurde Teil des Steuerbezirks Haimburg.
Im Zuge der Reformen nach der Revolution 1848/49 wurden in Kärnten die Steuerbezirke aufgelöst und Ortsgemeinden gebildet, die jeweils das Gebiet einer oder mehrerer Steuergemeinden umfassten. Die Steuer- bzw. Katastralgemeinde Johannserberg wurde Teil der Gemeinde St. Johann, die 1915 in Brückl umbenannt wurde. Die Größe der Katastralgemeinde wurde 1854 mit 1.653 Österreichischen Joch und 941 Klaftern (ca. 952 ha, also etwas kleiner als die heutige Fläche) angegeben; damals lebten 215 Personen auf dem Gebiet der Katastralgemeinde. Der Bereich um den Hof Wordianz am Südwestrand der Katastralgemeinde wurde erst in der zweiten Hälfte des 20. Jahrhunderts von der Katastralgemeinde Klein St. Veit abgetrennt und an die Katastralgemeinde Johannserberg angeschlossen, wodurch diese ihren heutigen Umfang erhielt.
Die Katastralgemeinde Johannserberg gehörte ab 1850 zum politischen Bezirk Sankt Veit an der Glan und zum Gerichtsbezirk Eberstein. Von 1854 bis 1868 gehörte sie zum Gemischten Bezirk Eberstein. Seit der Reform 1868 ist sie wieder Teil des politischen Bezirks Sankt Veit an der Glan, zunächst als Teil des Gerichtsbezirks Eberstein, seit dessen Auflösung 1978 als Teil des Gerichtsbezirks St. Veit an der Glan.